# Ананьївка
Ана́ньївка (до 1954 року — хутір Ананьївка) — село в Україні, у Довжанській міській громаді Довжанського району Луганської області. Населення становить 225 осіб.
Знаходиться на тимчасово окупованій території України.

## Географія
Географічні координати: 48°3' пн. ш. 39°42' сх. д. Часовий пояс — UTC+2. Загальна площа села — 10,36 км².
Село розташоване у східній частині Донбасу за 8 км від Довжанська. На південно-західній околиці села бере початок річка Балка Талова.

## Історія
Засноване в 1924 році як хутір Ананьївка. Статус села — з 1954 року.
12 червня 2020 року, відповідно до Розпорядження Кабінету Міністрів України № 717-р «Про визначення адміністративних центрів та затвердження територій територіальних громад Луганської області», увійшло до складу Довжанської міської громади.
17 липня 2020 року, в результаті адміністративно-територіальної реформи та ліквідації  колишніх Довжанського (1938—2020) та Сорокинського районів, увійшло до складу новоутвореного Довжанського району.

## Населення

### Мова
Розподіл населення за рідною мовою за даними перепису 2001 року:
| Мова       | Кількість | Відсоток |
| ---------- | --------- | -------- |
| українська | 179       | 79.56%   |
| російська  | 46        | 20.44%   |
| Усього     | 225       | 100%     |

За даними перепису 2001 року населення села становило 225 осіб, з них 79,56% зазначили рідною мову українську, а 20,44% — російську.

## Пам'ятки
На території села знаходиться стела на честь воїнів, які загинули під час Другої світової війни.